# Ljudevit Rupčić
Fra Ljudevit Rupčić (Staro Hardomilje, Ljubuški, 1920. – Mostar, 25. lipnja 2003.), hrvatski bibličar i prevoditelj Svetog pisma iz reda franjevaca. Preveo je Novi zavjet, bio je profesor i istaknuti zagovornik Međugorja. Jedan od najpoznatijih biblijskih stručnjaka koji je dolazio s hrvatskoga govornog područja. Kao teolog, profesor egzegeze i hrvatski književnik djelovao iz Züricha u Švicarskoj. Jedan od najistaknutijih hrvatskih bogoslova iz BiH 20. stoljeća.

## Životopis
Rođen je u velikoj obitelji od roditelja Marijana i Anice r. Bubalo. Ljudevit je imao četiri brata i sestru: Jozo (umro od sušice), Tomo (nestao na Križnom putu), Bonicije, Iva i Andrija. Rupčićeva rodna kuća zidana je neposredno po dolasku Austrije u Hercegovinu, a završena je 1883. godine i prva je kuća u tom kraju koja je pokrivena ciglom.
Doktorirao na Katoličkom bogoslovnom fakultetu u Zagrebu 1958. godine. Specijalistički je ispit položio iz novozavjetne egzegeze. Zbog toga je bio je član Teološke komisije pri Biskupskoj konferenciji Jugoslavije (1968. – 1981.). Životom je posvjedočio kako se unatoč zatvorima i progonima može učiniti puno. Komunistički režim u Jugoslaviji tri ga je puta poslao u zatvor: 1945., 1947. te od 1952. do 1956. godine. Od 1958. do 1988. predavao je novozavjetnu egzegezu na Franjevačkoj teologiji u Sarajevu. Studenti su ga po jednom naglasku u hebrejskom jeziku zvali Dageš. Važio je kao odlučni branitelj Crkve. Studenti su svjedočili da bi kritički znali Crkvi predbacivati kojekakve pogreške ili propuste, no Rupčić ih je odlučno branio, a ako se neki čin nije mogao braniti, to je jednostavno obranio objašnjenjem da je ta pogreška ili propust djelo N. N., a ne Crkve. Isto tako, i za suprotnu situaciju, kad bi papa, biskup ili neki svećenik nešto dobro napravio, bez zadrške pripisivao je to Crkvi.
Fra Gracijan Raspudić i fra Ljudevit Rupčić autori su prvog prijevoda Novoga zavjeta poslije rata na hrvatski jezik; prijevod je objavljen Sarajevu i Mostaru 1960., a u tisak ga je „progurao“ fra Karlo Karin. Suradnik na četvrtom cjelovitom prijevodu Biblije na hrvatski, poznatoj zagrebačkoj Bibliji.
Rupčić je dao zanimljivo tučačenje dogmatske konstitucije Dei Verbum.
Ljudevit i brat mu Bonicije pošli su redovničkim putem. Pridonijeli su i na drugim kulturnim poljima. Brat Bonicije zaslužan je za dopunu Muzeja, a Ljudevit u prikupljanju umjetnina za tematsku Galeriju „Majka" na Humcu. Ljudevit je tom galerijom želio zahvaliti svojoj majci, svim drugima majkama i ženama, a na poseban način nebeskoj Majci Mariji.
U njegova životna djela spada knjiga Sudbina istine (Zagreb, 1994.), u kojoj je promatrajući iz kršćanske perspektive u pedesetak tema i mnogo više podtema suočio putove i raskršća ljudske misli i prakse, te tako sažeto osvijetlio sudbinu istine u teoriji i praksi.
Vrsni poliglot, objavljivao na hrvatskom, njemačkom, talijanskom, francuskom i engleskom jeziku. 
Umro je 2003. u Mostaru.
8. lipnja 2014. na Starom Hardomilju pred njegovom Rupčićevoj rodnom kućom svečano je otkrivena spomen-ploče fra Ljudevitu Rupčiću, a otkrio ju je humački gvardijan fra Velimir Mandić.

## Citati
- "Samo se budala bori protiv Boga."[8]

## Vanjske poveznice
- Kronika događaja (Čitluk)  Arhivirana inačica izvorne stranice od 22. prosinca 2015. (Wayback Machine) // Vijenac, br. 204., 27. prosinca 2001., pristupljeno: 15. studenoga 2013.
- YouTube, dr. fra Tomislav Pervan i dr. fra Ivan Dugandžić o životu fra Ljudevita Rupčića, urednik i voditelj: fra Mario Knezović, AGAPE RTV, 9. lipnja 2014.